# Warren (Ohio)
Warren város az USA Ohio államában. Lakosainak száma 39 201 fő (2020. április 1.).

## Népesség
A település népességének változása:
| Lakosok száma | 435  | 41 557 | 40 245 | 39 201 |
|               | 1820 | 2010   | 2015   | 2020   |